# Wakasa (Fukui)
Wakasa (jap. 若狭町 Wakasa-chō) – miasto w Japonii, na wyspie Honsiu, w prefekturze Fukui. Według danych na rok 2020 miejscowość zamieszkiwało 14 003 mieszkańców , a gęstość zaludnienia wyniosła 78,5 os./km².